# FK Angoesjt Nazran
FK Angoesjt Nazran (Russisch: «Ангушт» Назрань) is een Russische voetbalclub uit Nazran.
De club speelde in 2013/14 in de tweede hoogste divisie van Rusland, maar degradeerde na één seizoen. In 2019 kreeg de club geen licentie meer voor de derde klasse wegens financiële problemen.

## Erelijst
| Nationaal                      |    |               |
| Kampioen Tweede Divisie (Zuid) | 2x | 2005, 2012/13 |